# Еду Еспосіто
Еду Еспосіто (ісп. Edu Expósito, нар. 1 серпня 1996, Барселона) — іспанський футболіст, півзахисник «Еспаньйола».

## Ігрова кар'єра
Народився 1 серпня 1996 року в місті Барселона. Займався футболом у низці дитячих і юнацьких команд, доки 2015 року не перейшов до юнацької команди «Депортіво» (Ла-Корунья).
2017 року почав виступати за основну команду «Депортіво», паралельно грав за його другу команду у третьому іспанському дивізіоні.
13 липня 2019 року уклав п'ятирічний контракт з «Ейбаром».

## Статистика виступів

### Статистика клубних виступів
Станом на 26 січня 2020
| Сезон                 | Команда               | Чемпіонат             | Чемпіонат | Чемпіонат | Національний кубок | Національний кубок | Національний кубок | Континентальні кубки | Континентальні кубки | Континентальні кубки | Інші змагання | Інші змагання | Інші змагання | Усього | Усього | Усього |
| Сезон                 | Команда               | Ліга                  | Ігор      | Голів     | Ліга               | Ігор               | Голів              | Ліга                 | Ігор                 | Голів                | Ліга          | Ігор          | Голів         | Ігор   | Голів  |        |
| --------------------- | --------------------- | --------------------- | --------- | --------- | ------------------ | ------------------ | ------------------ | -------------------- | -------------------- | -------------------- | ------------- | ------------- | ------------- | ------ | ------ | ------ |
| 2017–18               | «Депортіво Б»         | СДБ                   | 26+1      | 4+1       | -                  | -                  | -                  | -                    | -                    | -                    | -             | -             | -             | 27     | 5      |        |
| 2016–17               | «Депортіво»           | ПД                    | 1         | 0         | КІ                 | 0                  | 0                  | -                    | -                    | -                    | -             | -             | -             | 1      | 0      |        |
| 2017–18               | «Депортіво»           | ПД                    | 3         | 0         | КІ                 | 2                  | 0                  | -                    | -                    | -                    | -             | -             | -             | 5      | 0      |        |
| 2018–19               | «Депортіво»           | СД                    | 35+4      | 2+0       | КІ                 | 1                  | 0                  | -                    | -                    | -                    | -             | -             | -             | 40     | 2      |        |
| Усього за «Депортіво» | Усього за «Депортіво» | Усього за «Депортіво» | 39+4      | 2+0       |                    | 3                  | 0                  |                      | -                    | -                    |               | -             | -             | 46     | 2      |        |
| 2019–20               | «Ейбар»               | ПД                    | 20        | 2         | КІ                 | 3                  | 0                  | -                    | -                    | -                    | -             | -             | -             | 23     | 2      |        |
| Усього за кар'єру     | Усього за кар'єру     | Усього за кар'єру     | 85+5      | 8+1       |                    | 6                  | 0                  |                      | -                    | -                    |               | -             | -             | 96     | 9      |        |